# George Cosac
George Cosac (n. 26 ianuarie 1968, Constanța, România) este un fost jucător de tenis din România. A concurat la dublu, la Jocurile Olimpice de vară din 1992, împreună cu Dinu Pescariu, dar perechea a fost eliminată în sferturile de finală. A ajuns pe locul 265 ATP, cel mai bun rezultat al său în cariera de simplu, pe 23 octombrie 1995.
Pe 22 februarie 2013 era ales prima dată președinte al Federației Române de Tenis. funcție deținută până în 2019. Din 2021 a revenit în fruntea Federației.

## Performanțe

### Dublu: 3 (0 titluri, 3 finale)
| Rezultat | Nr. | An   | Competiție         | Suprafață | Partener          | Adversari                  | Scor          |
| -------- | --- | ---- | ------------------ | --------- | ----------------- | -------------------------- | ------------- |
| Finalist | 1.  | 1990 | Praga, Cehia       | Zgură     | Florin Segărceanu | Vojtěch Flégl Daniel Vacek | 7–5, 4–6, 3–6 |
| Finalist | 2.  | 1993 | București, Romania | Zgură     | Ciprian Porumb    | Menno Oosting Libor Pimek  | 6–7, 6–7      |
| Finalist | 3.  | 1998 | București, Romania | Zgură     | Dinu Pescariu     | Andrei Pavel Gabriel Trifu | 6–7, 6–7      |